# Kanton Salers
Der Kanton Salers war bis 2015 ein französischer Wahlkreis im Département Cantal und in der damaligen Region Auvergne. Er umfasste zwölf Gemeinden im Arrondissement Mauriac; sein Hauptort (frz.: chef-lieu) war Salers. Die landesweiten Änderungen in der Zusammensetzung der Kantone brachten im März 2015 seine Auflösung, die Gemeinden wurden anderen Wahlkreisen zugeordnet. Vertreter im conseil général des Départements war zuletzt von 2004 bis 2015 Bruno Faure.

## Gemeinden
| Gemeinde                | Einwohner Jahr | Fläche km² | Bevölkerungsdichte | Code INSEE | Postleitzahl |
| ----------------------- | -------------- | ---------- | ------------------ | ---------- | ------------ |
| Anglards-de-Salers      | 802 (2013)     | 48,36      | 17 Einw./km²       | 15006      | 15380        |
| Fontanges               | 209 (2013)     | 18,04      | 12 Einw./km²       | 15070      | 15140        |
| Le Falgoux              | 130 (2013)     | 30,59      | 4 Einw./km²        | 15066      | 15380        |
| Le Fau                  | 28 (2013)      | 19,46      | 1 Einw./km²        | 15067      | 15140        |
| Le Vaulmier             | 68 (2013)      | 17,51      | 4 Einw./km²        | 15249      | 15380        |
| Saint-Bonnet-de-Salers  | 300 (2013)     | 32,67      | 9 Einw./km²        | 15174      | 15140        |
| Saint-Chamant           | 234 (2013)     | 13,72      | 17 Einw./km²       | 15176      | 15140        |
| Saint-Martin-Valmeroux  | 820 (2013)     | 25,92      | 32 Einw./km²       | 15202      | 15140        |
| Saint-Paul-de-Salers    | 110 (2013)     | 36,57      | 3 Einw./km²        | 15205      | 15140        |
| Saint-Projet-de-Salers  | 127 (2013)     | 36,32      | 3 Einw./km²        | 15208      | 15140        |
| Saint-Vincent-de-Salers | 70 (2013)      | 18,87      | 4 Einw./km²        | 15218      | 15380        |
| Salers                  | 348 (2013)     | 4,85       | 72 Einw./km²       | 15219      | 15140        |

## Auflösung
Im Zuge der Neugliederung der Kantone im Jahr 2015 wurde der Kanton Salers aufgelöst. Seine Gemeinden wurden anderen Wahlkreisen des Départements zugeordnet:
- Anglards-de-Salers, Le Fau, Fontanges, Saint-Bonnet-de-Salers, Saint-Martin-Valmeroux, Saint-Paul-de-Salers, Saint-Vincent-de-Salers, Salers und Le Vaulmier wurden in den Kanton Mauriac eingegliedert;
- Saint-Chamant und Saint-Projet-de-Salers kamen zu neuen Kanton Naucelles;
- Le Falgoux kam in den Kanton Riom-ès-Montagnes.